# Most kolejowy w Bytowie
Most kolejowy w Bytowie – most nad rzeką Borują w Bytowie na Kaszubach z ok. 1884 roku. Był jednym z elementów linii kolejowej mającej biec od Bytowa do Miastka. Jej budowę rozpoczęto pod koniec XIX wieku. Długość mostu ~73,45 m. Poziom dawnego toru kolejowego 129,70-129,98 m n.p.m., Szerokość górna mostu ~5,53 m, Wysokość mostu od lustra rzeki Boruji (największa) 16,09 m. Średnia rozpiętość osiowa przęsła ~11,65 m, Średni promień wewnętrzny łuku arkadowego ~4,95 m. Średni przekrój słupa mostowego ~2.0 / 5,4 m. Średnia wysokość balustrady ~0,96 m. Szerokość mostu pomiędzy barierkami ~4,69 m. Średnia średnica medalionów piaskowcowych ~2,04 m. Średnia szerokość rzeki Boruji pod mostem ~ 4,2 m. Most w kształcie akweduktu zbudowano z szarego i różowego granitu, z licówkami z czerwonej cegły maszynowej i dekoracją z szarego granitu i czerwonego piaskowca. Sześć przęseł arkadowych, wspartych na rozszerzających się ku dołowi stopach łączy wysokie nasypy po obu stronach rzeki Boruji. Arkady skrajne znacznie niższe od pozostałych. Między arkadami okrągłe medaliony, z czerwonego piaskowca. Każdy medalion obwiedziony profilem, pokrytym w dolnej części wieńcem z liści dębu, i zwieńczonym półplastyczną koroną. Pole każdego medalionu wypełniają przedstawienia herbowe: Cesarstwa niemieckiego, Prus, Pomorza, Bytowa i symbole kolei (uskrzydlone koła). Most zachowany w pierwotnej formie. Jedyna zmiana to zniesienie torów i położenie nawierzchni asfaltowej. Jeszcze w latach 80. po wyasfaltowanej nawierzchni mostu puszczany był ruch samochodowy. Z czasem został on zamknięty dla samochodów ze względów na zły stan techniczny mostu. Potem służył jako przejście piesze dla mieszkańców ulicy Stary Dworzec, której nazwa pochodzi od zburzonego budynku dworca, stojącego w tym miejscu. Most funkcjonuje do czasów obecnych jako przejście piesze. Z początkiem 2013 r. zamknięto możliwość pieszego przejścia pod mostem. Po kilku latach starań miasto przejęło zaniedbany most od kolei. W 2017 roku rozpoczął się remont zabytku. 30 kwietnia 2019 r. odbyło się oficjalne otwarcie zabytkowego mostu kolejowego nad rzeką Borują po remoncie. Most zyskał też iluminację. Most kolejowy na rzece Boruji w Bytowie został nominowany w ogólnopolskim konkursie Zabytek Zadbany 2021 w kategorii "Rewaloryzacja przestrzeni kulturowej i krajobrazu". Kapituła przyznała wyróżnienie Gminie Bytów za udane działania konserwatorskie i za zagospodarowanie otoczenia, które wyeksponowały zabytek oraz uczyniły okolicę mostu jedną z ważniejszych przestrzeni rekreacyjnych miasta.

## Historia
Istnieje kilka wersji historii tego mostu.
Jedna mówi o tym, że na moście nigdy nie położono torów i nie przejechał po nim żaden pociąg, prawdopodobnie wskutek błędnie poprowadzonej linii kolejowej, która "nie trafiła" na most.
Legenda natomiast głosi, że tory kolejowe zostały przeniesione kilkadziesiąt metrów dalej, gdyż podczas budowy mostu zginął jeden z robotników. Do budowy mostu niemieckie władze zatrudniły włoskich inżynierów. Budowa była niezwykle skomplikowana, gdyż filary kamienno-ceglanej budowli miały stanąć na bardzo grząskim terenie, wypełnionym grubą warstwą torfu. Dlatego specjaliści postanowili wydrążyć głębokie studnie sięgające piaszczystego podłoża. Następnie wypełniano je masą kamienno-cementową. W trakcie budowy jednej z nich zdarzył się tragiczny wypadek. Do studni niespodziewanie wdarła się woda z mułem, porywając pracującego w niej włoskiego robotnika. Koledzy nie zdążyli wyciągnąć jego ciała, nim studnię wypełniła cementowa masa.
Najnowsza wersja historii mostu pojawiła się stosunkowo niedawno. Podczas prowadzenia procedury przejęcia przez Gminę Bytów zabytkowego mostu nad rzeką Borują urzędnicy Wydziału Gospodarki Przestrzennej dotarli do dokumentów opracowanych przez Ośrodek Dokumentacji Zabytków w Warszawie, obalających wcześniejsze przekonanie, iż most nigdy nie spełniał funkcji mostu kolejowego. W dokumentach źródłowych znajdujemy informację, iż most eksploatowany był zgodnie z przeznaczeniem przez okres około 30 lat (do dawnego dworca przy obecnej ul. Stary Dworzec). W końcu XIX i na początku XX wieku, kiedy Bytów zyskał rangę węzła kolejowego (połączenie z Kościerzyną i z Lęborkiem) i gdy budowano linię kolejową do Miastka w 1909 r., narodziła się potrzeba przebudowy infrastruktury kolejowej w Bytowie. Zbudowano nowy dworzec, a tory poprowadzono sztucznym nasypem, około 150 m na południe od mostu.
W latach 20. XX wieku most znalazł się na pieniądzach zastępczych Bytowa o nominale 2 marki, wydawanych w czasie wielkiego kryzysu.

## Konstrukcja
Konstrukcja mostu wzorowana jest na rzymskich akweduktach. Składa się z sześciu ceglanych przęseł łukowych, które opierają się na murowanych granitowych podporach. U szczytu filarów budowli znajdują się płaskorzeźby wykonane z piaskowca przedstawiające charakterystyczne herby kolei pruskich, 2 x Bytowa, Pomorza, Rzeszy oraz Prus.